# Distretto di Aqcha
Il distretto di Aqcha è un distretto dell'Afghanistan appartenente alla provincia dello Jowzjan. Viene stimata una popolazione di 26 712 abitanti (stima 2016-17).